# 8-й гвардейский стрелковый корпус

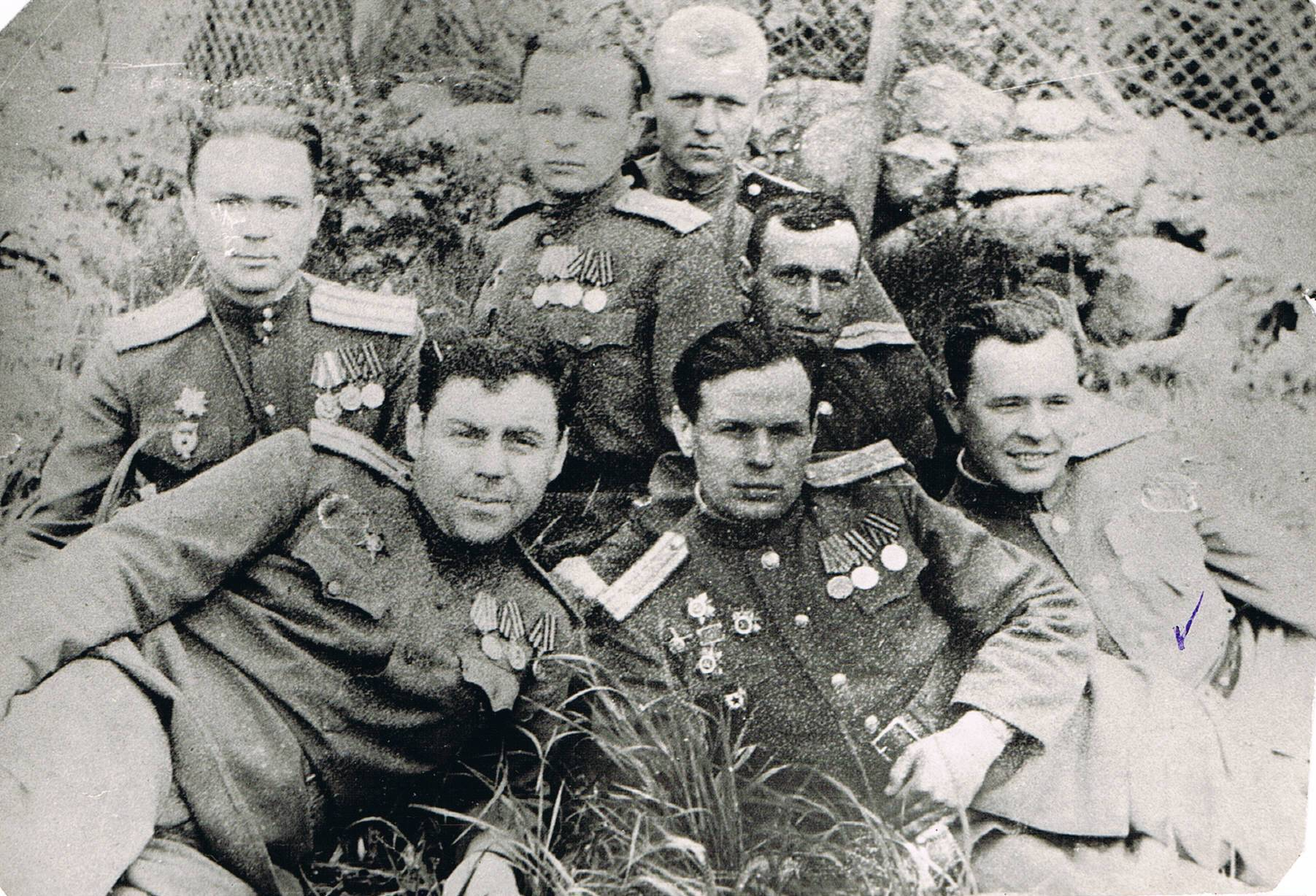
8-й гв. ск. Весна 1945. Офицеры отдела кадров корпуса после боя. (Нижний ряд: ст. л-т Сосновский, п/п-к Капустин, Зинченко. Верхний ряд: майор Кныш, ст. лейтенант Макеев, капитан Серов и солдат ?)

8-й гвардейский стрелковый Неманский Краснознамённый корпус (8-й гв. ск) — воинское соединение Вооружённых Сил СССР.

## История корпуса
8-й гвардейский стрелковый корпус был создан 20 апреля 1942 года. В действующей армии с 22 апреля 1942 года. Формирование продолжалось до мая 1942 года. В 8-й гвардейский стрелковый корпус вошли:
- 26-я гвардейская стрелковая дивизия
- 129-я стрелковая бригада
- 148-я стрелковая бригада
- 150-я стрелковая бригада
- 153-я стрелковая бригада
- 20-й  отдельный гвардейский минометный дивизион
- 56-й отдельный гвардейский корпусной артиллерийский полк
- 37-й отдельный гвардейский батальон связи
- 8-й отдельный автогужевой транспортный батальон
- полевой передвижной госпиталь № 4
- 842-я полевая касса Госбанка
- 1938-я военно-почтовая станция

8-й гвардейский стрелковый корпус вошёл в состав 20-й армии Западного фронта. В сентябре 1942 года из состава корпуса была выведена 153-я стрелковая бригада, которая была переформирована в 48-ю лыжную бригаду. В мае 1943 года на базе 148-й стрелковой бригады, выбывшей из состава корпуса в январе 1943 года, была сформирована 157-я стрелковая дивизия. На базе 150-й стрелковой бригады, выбывшей из состава корпуса в феврале 1943 года, была сформирована 173-я стрелковая дивизия. На 1 марта 1943 года в состав 8-го гвардейского стрелкового корпуса, находящегося к этому времени уже в составе 16-й армии Западного фронта, входили следующие части:
- 11-я гвардейская стрелковая дивизия
- 31-я гвардейская стрелковая дивизия
- 217-я стрелковая дивизия
- 125-я стрелковая бригада
- 128-я стрелковая бригада
- 1093-й артиллерийский полк
- 37-й отдельный гвардейский батальон связи
- 8-й отдельный автогужтранспортный батальон
- 1938-я военно-почтовая станция

В марте в состав корпуса вошла 17-я стрелковая дивизия, но из него были исключены 11-я гвардейская стрелковая дивизия, 31-я гвардейская стрелковая дивизия и 217-я стрелковая дивизия, переподчинённые командованию 16-й армии. В апреле 1943 года из состава корпуса исключают все стрелковые бригады, 17-ю стрелковую дивизию и включают в него три гвардейские стрелковые дивизии — 11-ю гвардейскую стрелковую дивизию, 26-ю гвардейскую стрелковую дивизию и 83-ю гвардейскую стрелковую дивизию. 1 мая 1943 года на основании директивы Ставки Верховного главнокомандования от 16 апреля 1943 года в составе Западного фронта путём переформирования 16-й армии была создана 11-я гвардейская армия, в состав которой вошёл и 8-й гвардейский стрелковый корпус. 30 июля эта армия была переподчинена командованию Брянского фронта. При этом состав корпуса вновь изменился — 11-ю гвардейскую стрелковую дивизию заменила 5-я гвардейская стрелковая дивизия. Состав 8-го гвардейского стрелкового корпуса был следующим:
- 5-я гвардейская стрелковая дивизия
- 26-я гвардейская стрелковая дивизия
- 83-я гвардейская стрелковая дивизия
- 1093-й артиллерийский полк

Части Управления корпуса:
- 37-й отдельный гвардейский батальон связи
- 883-й отдельный корпусной сапёрный ордена батальон
- 8-й отдельный автогужтранспортный батальон
- 382-я полевая авторемонтная база
- 872-я полевая касса Госбанка
- 1938-й военно-почтовая станция

15 октября 1943 года 11-я гвардейская армия вместе с входящим в неё 8-м гвардейским стрелковым корпусом вошла в состав Прибалтийского (с 20 октября называвшегося 2-м Прибалтийским фронта), 18 ноября 1943 года — в состав 1-го Прибалтийского фронта. В ноябре-декабре в состав корпуса некоторое время входила 29-я стрелковая дивизия. С 18 декабря 1943 года в состав корпуса вошёл 883-й отдельный саперный батальон. В январе-марте 1944 года в состав корпуса не входила 26-я гвардейская стрелковая дивизия, которая переходила в подчинение управления 36-го гвардейского стрелкового корпуса этой же армии. В феврале-марте в составе корпуса действовала 1-я гвардейская стрелковая дивизия. С 22 апреля по 27 мая 11-я гвардейская армия выводилась в резерв Ставки Верховного главнокомандования, после чего вошла в состав 3-го Белорусского фронта. В апреле или мае 1944 года в состав корпуса вошла 382-я полевая авторемонтная мастерская и 6-я отдельная саперная рота. 13 февраля 1945 года 11-я гвардейская армия была переподчинена 1-му Прибалтийскому фронту, а 25 февраля вошла в состав Земландской группы войск 3-го Белорусского фронта.
Войну корпус закончил как 8-й гвардейский стрелковый Неманский Краснознаменный корпус в составе 3-го Белорусского фронта.

## Послевоенный период
В июне 1946 года управление корпуса было передано в состав воздушно-десантных войск ВС СССР и переформировано в управление 8 гвардейского воздушно-десантного Неманского Краснознаменного корпуса. Место дислокации управления корпуса — г. Полоцк (Белоруссия). В состав корпуса входили 7,103,114 гвардейские воздушно-десантные дивизии. Затем корпус подчинили Отдельной воздушно-десантной армии. В 1956 году управление корпуса было расформировано.

## Боевой путь
Летом 1942 года 8-й гвардейский стрелковый корпус участвует в Ржевско-Сычевской наступательной операции (30 июля −23 августа 1942 года) на кармановском направлении. С 25 ноября 1942 года корпус участвует в операции «Марс» (25 ноября-20 декабря 1942 года) на сычевском направлении. Части корпуса штурмуют опорный пункт Хлепень и освобождают его в ночь на 1 декабря. Одновременно части корпуса ведут бои в районе деревень Холм, Талица, Жеребцово. После окончания операции части корпуса продолжают вести кровопролитные бои на этом же направлении. С 3 марта 1943 года 8-й гвардейский стрелковый корпус участвует Ржевско-Вяземской наступательной операции 1943 года. Части корпуса участвуют в освобождении города Сычёвка. В июле-августе 1943 года части корпуса участвуют в Орловской стратегической операции (12 июля-18 августа 1943 года).
Корпус участвует в Инстербургско-Кенигсбергской наступательной операции (13-26 января 1945 года). В ходе её 20 января 1945 года 11-я гвардейская армия перешла в наступление в направлении Инстербурга. В начале апреля 1945 года части корпуса участвуют в штурме Кёнигсберга. Части 8-го гвардейского стрелкового корпуса штурмуют город с юга, правее частей 16-го гвардейского стрелкового корпуса. 22 апреля части 8-го гвардейского стрелкового корпуса были введены в бой против земландской группировки противника.
Особенно корпус отличился в ходе Восточно-Прусской наступательной операции, при взятии города-крепости Кёнигсберг (ныне Калининград), военно-морской базы Пиллау, при форсировании пролива Зеетиф и захвате плацдарма на косе Фрише-Нерунг.
За героический бой на плацдарме к званию Героя Советского Союза были представлены девять военнослужащих 3-го стрелкового батальона 17-го гвардейского стрелкового полка, в том числе и командир батальона, гвардии майор Дорофеев. Восьмерым солдатам и офицерам батальона это звание было присвоено 29 июня 1945 года. За мужество и отвагу, проявленные при форсировании пролива Зеетиф, высадке десанта на косу Фрише-Нерунг 26-ти гвардейцам было присвоено звание Героя Советского Союза, в том числе восьмерым из батальона Анатолия Дорофеева:
- гвардии рядовой Гаврилов, Михаил Иванович — стрелок;
- гвардии младший сержант Дёмин, Николай Николаевич — наводчик орудия;
- гвардии младший сержант Ерёмушкин, Василий Александрович — комсорг батальона;
- гвардии старший лейтенант Нехаенко, Степан Яковлевич — командир 7-й роты;
- гвардии старший лейтенант Панкратов, Василий Никитович — заместитель командира батальона по политической части;
- гвардии младший лейтенант Суворов, Александр Иванович (1914—1951)  — командир миномётного взвода;
- гвардии капитан Чугуевский, Леонид Захарович — заместитель командира батальона;
- гвардии младший лейтенант Шитиков, Иван Павлович — парторг батальона,
а полковнику в отставке Анатолию Дорофееву через 50 лет Указом Президента Российской Федерации № 679 от 6 июля 1995 года «за мужество и героизм, проявленные в борьбе с немецко-фашистскими захватчиками в Великой Отечественной войне 1941—1945 годов» присвоено звание Героя Российской Федерации[2].

## Награды и почётные наименования
- 20 апреля 1942 года — почётное звание «Гвардейский» — присвоено при формировании управления корпуса.
- 12 августа 1944 года — Почётное наименование «Неманский» — присвоено в ознаменование одержанной победы и за отличие в боях при форсировании Немана и прорыве обороны немцев. Приказ Верховного Главнокомандующего № 0264 от 12.08.1944 года.
- 17 мая 1945 года —  Орден Красного Знамени — награжден за образцовое выполнение заданий командования в боях с немецкими захватчиками при овладении городом и крепостью Кёнигсберг и проявленные при этом доблесть и мужество. Указ Президиума Верховного Совета СССР от 17.05.1945 года.[3]

Награды частей управления корпуса:
- 37-й отдельный гвардейский ордена Красной Звезды[4] батальон связи
- 883-й отдельный корпусной сапёрный ордена Красной Звезды[4] батальон

## Командование корпуса
Командиры :
- Захаров, Фёдор Дмитриевич, гвардии генерал-майор, (май — декабрь 1942 г. — ?)
- Ксенофонтов Александр Сергеевич, гвардии генерал-лейтенант, (?- декабрь 1942 — май 1943 г.)
- Малышев, Пётр Фёдорович, гвардии генерал-лейтенант, (май — декабрь 1943 года)
- Простяков, Игнатий Васильевич, гвардии генерал-майор, (январь — апрель 1944 г.)
- Завадовский, Михаил Николаевич, гвардии генерал-лейтенант, (апрель 1944 — июнь 1946 года)

Начальники штаба:
- Цыганов, Николай Георгиевич, гвардии полковник, (апрель 1943 — февраль 1944)[5]

Командующие артиллерией:
- Панков, гвардии полковник, (?- февраль 1943 г.- ?)
- Глушков, гвардии полковник, (? — август 1943 г. — март 1944 — ?)
- Царьков Василий Васильевич, гвардии полковник (?- июль — ноябрь 1944 — ?)
- Ботвинник, гвардии полковник (?- апрель, май 1945 г.)

## Отличившиеся воины корпуса[6][7]
Управление корпуса
- Гласко, Евгений Юлианович, гвардии подполковник, корпусной инженер. Указ Президиума Верховного Совета СССР от 29.06.1945 года. Медаль «Золотая Звезда» № 6955.
- Завадовский, Михаил Николаевич, гвардии генерал-лейтенант, командир корпуса. Указ Президиума Верховного Совета СССР от 19.04.1945 года. Медаль «Золотая Звезда» № 5035.

Стрелковые дивизии корпуса 
- 5-я гвардейская стрелковая дивизия — 28 Героев Советского Союза и 1 Герой Российской Федерации, 2 кавалера ордена Славы 3-х степеней.
- 26-я гвардейская стрелковая дивизия — 10 Героев Советского Союза.
- 83-я гвардейская стрелковая дивизия — 10 Героев Советского Союза, 3 кавалера ордена Славы 3-х степеней.